# Renault RE30
Renault RE30 (и его модификации) — автомобиль Формулы-1 французской команды Equipe Renault Elf, построенный для участия в чемпионате 1981 года. Модифицированные версии использовались в сезонах 1982 (RE30B) и 1983 (RE30C) годов.

## Результаты в гонках
| Год  | Шасси         | Двигатель             | Шины | Пилоты | 1    | 2    | 3    | 4    | 5    | 6    | 7    | 8    | 9    | 10   | 11   | 12   | 13   | 14   | 15   | 16   | Место | Очки |
| ---- | ------------- | --------------------- | ---- | ------ | ---- | ---- | ---- | ---- | ---- | ---- | ---- | ---- | ---- | ---- | ---- | ---- | ---- | ---- | ---- | ---- | ----- | ---- |
| 1981 | Renault RE30  | Renault EF1 1,5 л, V6 | M    |        | СШЗ  | БРА  | АРГ  | САН  | БЕЛ  | МОН  | ИСП  | ФРА  | ВЕЛ  | ГЕР  | АВТ  | НИД  | ИТА  | КАН  | СИЗ  |      | 3     | 54   |
| 1981 | Renault RE30  | Renault EF1 1,5 л, V6 | M    | Прост  |      |      |      |      |      | Сход | Сход | 1    | Сход | 2    | Сход | 1    | 1    | Сход | 2    |      | 3     | 54   |
| 1981 | Renault RE30  | Renault EF1 1,5 л, V6 | M    | Арну   |      |      |      |      |      | Сход | 9    | 4    | 9    | 13   | 2    | Сход | Сход | Сход | Сход |      | 3     | 54   |
| 1982 | Renault RE30B | Renault EF1 1,5 л, V6 | M    |        | ЮАР  | БРА  | СШЗ  | САН  | БЕЛ  | МОН  | ДЕТ  | КАН  | НИД  | ВЕЛ  | ФРА  | ГЕР  | АВТ  | ШВА  | ИТА  | СИЗ  | 3     | 62   |
| 1982 | Renault RE30B | Renault EF1 1,5 л, V6 | M    | Прост  | 1    | 1    | Сход | Сход | Сход | Сход | НКЛ  | Сход | Сход | 6    | 2    | Сход | 8    | 2    | Сход | 4    | 3     | 62   |
| 1982 | Renault RE30B | Renault EF1 1,5 л, V6 | M    | Арну   | 3    | Сход | Сход | Сход | Сход | Сход | 10   | Сход | Сход | Сход | 1    | 2    | Сход | Сход | 1    | Сход | 3     | 62   |
| 1983 | Renault RE30С | Renault EF1 1,5 л, V6 | M    |        | БРА  | СШЗ  | ФРА  | САН  | МОН  | БЕЛ  | ДЕТ  | КАН  | ВЕЛ  | ГЕР  | АВТ  | НИД  | ИТА  | ЕВР  | ЮАР  |      | 2     | 79   |
| 1983 | Renault RE30С | Renault EF1 1,5 л, V6 | M    | Прост  | 7    |      |      |      |      |      |      |      |      |      |      |      |      |      |      |      | 2     | 79   |
| 1983 | Renault RE30С | Renault EF1 1,5 л, V6 | M    | Чивер  | Сход | Сход |      |      |      |      |      |      |      |      |      |      |      |      |      |      | 2     | 79   |

| Легенда к таблице |                                                                    |
| --- | ------------------------------------------------------------------ |
| В таблице перечислены результаты всех Гран-при Формулы-1, в которых использовался автомобиль. Строками таблицы являются сезоны, столбцами — этапы чемпионата мира. В каждой клетке указаны сокращённое название этапа и результат, дополнительно обозначенный цветом. Расшифровка обозначений и цветов представлена в нижеследующей таблице. |                                                                    |
| \| Пример \| Описание \| \| ------------ \| ------------------------------------------------------------------ \| \| 1 \| Победитель \| \| 2 \| Второе место \| \| 3 \| Третье место \| \| 5 \| Финишировал, заработав очки \| \| Сход \| Не финишировал, но при этом заработал очки \| \| 12 \| Финишировал, не получив очков \| \| НКЛ \| Финишировал, но не попал в финальную классификацию \| \| 15 \| Участвовал вне зачёта, либо по отдельной классификации \| \| 18 \| Не финишировал, но попал в финальную классификацию \| \| Сход \| Не финишировал \| \| НКВ \| Не прошёл квалификацию \| \| НПКВ \| Не прошёл предквалификацию \| \| ДСК \| Дисквалифицирован \| \| ИСК \| Исключён из протокола соревнований \| \| ТТ \| Заявлен для участия только в тренировках \| \| НС \| Участвовал в квалификации, но не стартовал в гонке \| \| Т \| Травмирован или болен \| \| ОТК \| Отказ от участия \| \| НТР \| Прибыл на соревнования, но на трассу не выезжал \| \| НПР \| Был заявлен в числе участников, но не прибыл к началу соревнований \| \| О \| Соревнования отменены \| \| \| Не участвовал \| \| Поул-позиция \| \| \| Быстрый круг \| \| |                                                                    |
| Пример | Описание                                                           |
| 1 | Победитель                                                         |
| 2 | Второе место                                                       |
| 3 | Третье место                                                       |
| 5 | Финишировал, заработав очки                                        |
| Сход | Не финишировал, но при этом заработал очки                         |
| 12 | Финишировал, не получив очков                                      |
| НКЛ | Финишировал, но не попал в финальную классификацию                 |
| 15 | Участвовал вне зачёта, либо по отдельной классификации             |
| 18 | Не финишировал, но попал в финальную классификацию                 |
| Сход | Не финишировал                                                     |
| НКВ | Не прошёл квалификацию                                             |
| НПКВ | Не прошёл предквалификацию                                         |
| ДСК | Дисквалифицирован                                                  |
| ИСК | Исключён из протокола соревнований                                 |
| ТТ | Заявлен для участия только в тренировках                           |
| НС | Участвовал в квалификации, но не стартовал в гонке                 |
| Т | Травмирован или болен                                              |
| ОТК | Отказ от участия                                                   |
| НТР | Прибыл на соревнования, но на трассу не выезжал                    |
| НПР | Был заявлен в числе участников, но не прибыл к началу соревнований |
| О | Соревнования отменены                                              |
| | Не участвовал                                                      |
| Поул-позиция |                                                                    |
| Быстрый круг |                                                                    |